# Packera scalaris
Packera scalaris là một loài thực vật có hoa trong họ Cúc. Loài này được (Greene) C.Jeffrey mô tả khoa học đầu tiên năm 1992.